# Alvise Corner

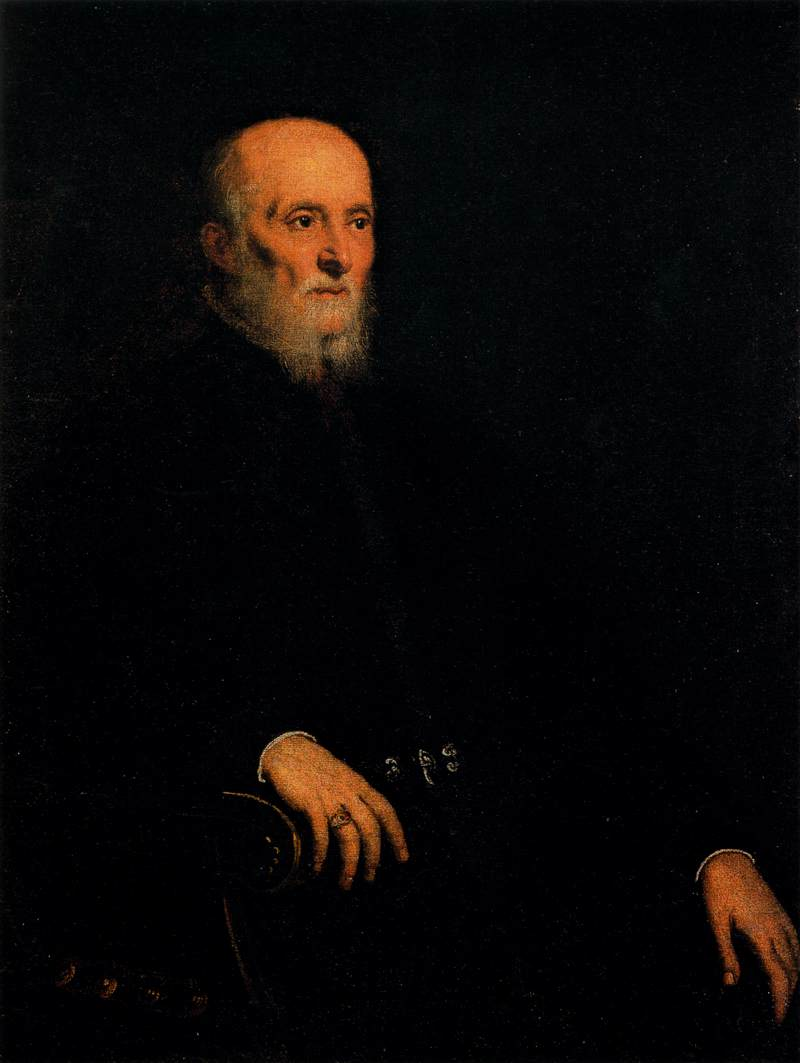
Porträt von Cornaro von Jacopo Tintoretto.

Alvise Corner, auch Alvise Cornaro, in der älteren Literatur auch Luigi (* 1467 (nach anderen Quellen 1475 oder 1484) in Venedig; † 8. Mai 1566 in Padua), war ein italienischer Humanist, Agrarökonom bzw. Agronom, Schriftsteller und Mäzen.

## Leben und Werk
Alvise Corner gehört zu den Musterbeispielen von Individualisten in der Epoche der Renaissance und machte durch seinen makrobiotischen, auch von Hufeland und Goethe geschätzten Traktat Vom maßvollen Leben (Discorsi intorno della vita sobria) von sich reden. In dieser Autobiographie, die er 83-jährig oder 66-jährig verfasste, pries er die Freuden seines Alters gegenüber vielen, die ein weit geringeres Lebensalter hatten. Die gesundheitliche Voraussetzung für das Erreichen eines hohen Alters sah er in der Befolgung einer strengen, auf (zeitgemäßen) humoralpathologischen Prinzipien aufgebauten Diät, zu der er sich nach früheren Krankheiten entschloss. In seinen Besitzungen engagierte er sich durch das Trockenlegen von Sümpfen und die Gewinnung von Kulturland und setzte sich für die Erhaltung der Lagunenlandschaft ein. In seinem Traktat führte er als Beweis für das Glück seines Alters an – und daran orientier(t)en sich Generationen von Nachahmern – er könne trotz seines hohen Alters querfeldein laufen, reiten, jagen, singen wie nie zuvor, sei heiter und kerngesund, umgebe sich stets mit anregenden Zeitgenossen, wohne abwechselnd in zwei prächtigen Villen, passend entworfen für den Genuss der Jahreszeiten, reise viel, besuche Freunde und treffe dort Fachleute aller Wissenssparten, höre nicht auf, von Eindrücken und aus Begegnungen zu lernen, erfreue sich seiner elf gesunden und gebildeten Enkel und habe kürzlich sogar eine Komödie verfasst, was man alten Leuten nicht mehr zutraue.
Als angesehener Bürger der Stadt Padua gehörte Alvise Corner zusammen mit dem Arzt Girolamo Fracastoro dem gelehrten Kreis um den Kardinal Pietro Bembo an.
Corner starb mit über 100 Jahren (nach anderen Quellen 82-jährig) in Padua.

## Leistungen
Corner hat selbstbewusst das Leben eines agilen Hochbetagten wie kein anderer ausgelobt. Seine literarisch verfasste Autobiographie, die im Wesentlichen seinen guten Gesundheitszustand, auch noch im hohen Alter, lobte, gründet auf den Briefwechsel mit Daniele Barbaro. In der Landschaftspflege hat er sich um die Erhaltung von Lagunen und die Gewinnung von Kulturland verdient gemacht.

## Schriften, Werkausgaben und Übersetzungen
- Tratto della Vita Sobria, erschienen 1558 als Teil der Discorsi della Vita Sobria[4]
- Discorsi de la Vita Sobria, erschienen zuerst 1627 in Mailand[4]
- Klaus Bergdolt (Hrsg.): Vom maßvollen Leben. Mit einer Einführung von Klaus Bergdolt. Heidelberg 1991.